# 515 (szám)
Az 515 (római számmal: DXV) egy természetes szám, félprím, az 5 és a 103 szorzata.

## A szám a matematikában
A tízes számrendszerbeli 515-ös a kettes számrendszerben 1000000011, a nyolcas számrendszerben 1003, a tizenhatos számrendszerben 203 alakban írható fel.
Az 515 páratlan szám, összetett szám, azon belül félprím, kanonikus alakban az 51 · 1031 szorzattal, normálalakban az 5,15 · 102 szorzattal írható fel. Négy osztója van a természetes számok halmazán, ezek növekvő sorrendben: 1, 5, 103 és 515.
Az 515 négyzete 265 225, köbe 136 590 875, négyzetgyöke 22,69361, köbgyöke 8,01559, reciproka 0,0019417. Az 515 egység sugarú kör kerülete 3235,84043 egység, területe 833 228,91155 területegység; az 515 egység sugarú gömb térfogata 572 150 519,3 térfogategység.